# Telemidae
Telemidae Fage, 1913 è una famiglia di ragni appartenente all'infraordine Araneomorphae.

## Caratteristiche
Sono ragni di dimensioni inferiori ai 2 millimetri di bodylenght (lunghezza del corpo senza le zampe); posseggono sei occhi, sono sprovvisti di cribellum e aplogini, cioè le femmine non hanno evidenza di genitali esterni. I maschi si distinguono da altri generi per una linea trasversale a zigzag sul dorso.

## Habitat
Si trovano generalmente sotto rocce, in grotte, o nel fitto sottobosco.

## Distribuzione
Questo genere è diffuso in varie zone pressoché in tutti i continenti, esclusa l'America meridionale e l'Australia. Le zone di rinvenimento di queste specie sono a macchia di leopardo, il che lascia intendere, viste anche gli habitat preferenziali, che vi siano ancora molte specie da scoprire.

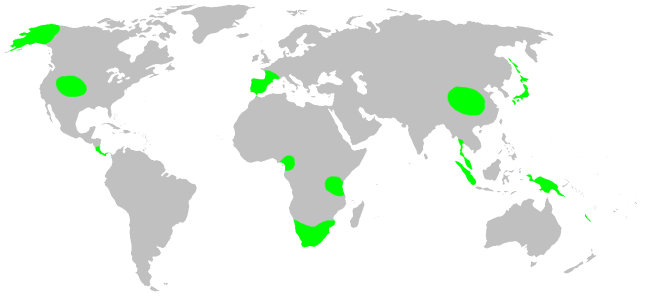
Telemidae, distribuzione

## Tassonomia
Attualmente, a novembre 2020, si compone di 14 generi e 97 specie:
- Apneumonella Fage, 1921 - Sumatra, Malaysia, Tanzania
- Cangoderces Harington, 1951 - Camerun, Costa d'Avorio, Sudafrica
- Guhua Zhao & Li, 2017 - Kenya
- Jocquella Baert, 1980 - Nuova Guinea
- Kinku Dupérré & Tapia, 2015 - Ecuador
- Mekonglema Zhao & Li, 2017 - Cina, Laos
- Pinelema Wang & Li, 2012 - Cina
- Seychellia Saaristo, 1978 - isole Seychelles, Camerun, Costa d'Avorio, Cina
- Siamlema Zhao & Li, 2017 - Thailandia
- Sundalema Zhao & Li, 2017 - Thailandia, Indonesia (Sumatra)
- Telema Simon, 1882 - Cina, Giappone, Francia, Spagna, Thailandia, Vietnam, Singapore, Borneo, Guatemala
- Telemofila Wunderlich, 1995 - Nuova Caledonia, Sumatra
- Usofila Keyserling, 1891 - USA, Alaska
- Zhuanlema Zhao & Li, 2017 - Laos